# Фінляндська марка
Фінля́ндська (або Фі́нська) ма́рка (фін. Suomen markka; швед. Finsk mark) — національна валюта Фінляндії до 2002 року. Одна марка поділялась на 100 пенні (фін. penni; швед. penni, p). З 1999 в безготівковому а з 2002 також в готівковому обігу була замінена на євро за курсом обміну 5,94573 марки за 1 євро.

## Історія
У 1860 році, згідно з наказом Олександра ІІ, по всій території Князівства Фінляндія (яка тоді перебувала в складі Російської імперії) вводилась в обіг власна валюта. Вона отримала назву «марка» (фін. markka). Назву для валюти надав видатний записувач і дослідник карело-фінського епосу «Калевала» Еліас Леннрот. Що закономірно, фінська марка з'явилася на 10 років раніше німецької марки. У співвідношенні до рубля Російської імперії фінляндська марка розмінювалася на 25 копійок.
У 1865 році марка була прив'язана до срібного міжнародного стандарту, а з 1878 року до золотого стандарту: в 1 марці було 0,290323 грами щирого (чистого) золота — за рівнем французького франка. Марки карбувалися у сріблі (1, 2 марки) та у золоті (10, 20 марок). В період з 1865 по 1917 рік в обігу знаходилися такі купюри: 1, 5, 10, 20, 50. 100, 500 марок.
В 1940 році Фінляндія відмовилась від золотого стандарту. Друга світова війна суттєво ослабила економіку Фінляндії. У 1945 році фінляндська марка перенесла 3 девальвації. В 1946 році старі марки обмінювалися на нові. Половину купюр номіналом в 500 марок пустили на державний займ. У 1948 році Фінляндія приєдналася до Бреттон-Вудської валютної системи. Курс марки був прив'язаним до долара США, 320 фінляндських марок прирівнювалися 1 долару США. В 1963 році була проведена чергова деномінація фінляндської марки: 100 старих марок обмінювалися на 1 нову марку. Появилися монети пенні.
В післявоєнні роки Монетний двір Фінляндії випускав колекційні монети номіналами від 1 марки до 2000 марок. Усього було відкарбовано 43 колекційні монети. В період з 1918—1963 роки в обігу знаходилися купюри таких номіналів: 5, 10, 20, 50, 100, 500, 1000 фінляндських марок.
У 1971 році, після краху Бреттон-Вудської системи, фінляндська марка стала торгуватися на основі мультивалютного кошика. У 1980—1990 роки кризу вдалося припинити і ринок почав стабілізуватися.
У 1995 року Фінляндія стала членом ЄС. У 1969 році валютний курс марки став визначатися за системою ERM. Перед переходом на євро в обігу перебували купюри номіналами: 10, 20, 50, 100, 500 та 1000 марок. В 1999 році, під час обміну марочних купюр на євро був встановлений курс 1 євро на рівні 5,94573 фінських марок. З 1 березня 2002 року на території Фінляндії євро став повноцінним платіжним засобом. Банком Фінляндії обмін старих марок на євро тривав до 29 лютого 2012.

## Банкноти
Остання серія фінських банкнот була розроблена у 1980-х роках фінським дизайнером Еріком Брууном (Erik Bruun) і випущена у 1986—1993 роках.
| Номінал (марок) | Зображення | Зображення | Розмір (мм) | Колір                | Реверс                                        | Аверс                             | Введення | Вилучення |
| --------------- | ---------- | ---------- | ----------- | -------------------- | --------------------------------------------- | --------------------------------- | -------- | --------- |
| 10              |            |            | 142 × 69    | блакитний            | Пааво Нурмі (1897—1973), олімпійський чемпіон | Олімпійський стадіон в Хельсинках | 1986     | 2002      |
| 20              |            |            | 142 × 69    | блакитно- зелений    | Вяйне Лінна (1920—1992), письменник           | Міст в Таммеркоскі                | 1993     | 2002      |
| 50              |            |            | 142 × 69    | коричневий           | Алвар Аалто (1898—1976), архітектор           | Палац «Фінляндія»                 | 1986     | 2002      |
| 100             |            |            | 142 × 69    | зелений              | Ян Сібеліус (1865—1957), композитор           | Лебеді                            | 1986     | 2002      |
| 500             |            |            | 142 × 69    | червоний             | Еліас Леннрут (1802—1884), збирач Калевала    | Лісова пішохідна стежка           | 1986     | 2002      |
| 1000            |            |            | 142 × 69    | блакитно- фіолетовий | Андерс Чюденіус (1729—1803), державний діяч   | Фортеця Суоменлінна               | 1986     | 2002      |

## Монети
| Зображення | Номінал  | Технічні параметри | Технічні параметри | Технічні параметри | Технічні параметри                                      | Опис              | Опис               | Опис                        | Роки карбування |
| Зображення | Номінал  | Діаметр (мм)       | Товщина (мм)       | Вага (г)           | Матеріал                                                | Гурт              | Аверс              | Реверс                      | Роки карбування |
| ---------- | -------- | ------------------ | ------------------ | ------------------ | ------------------------------------------------------- | ----------------- | ------------------ | --------------------------- | --------------- |
|            | 10 пенні | 16.3               | 1.8                | 1                  | Мідно-нікелевий сплав                                   | Гладкий           | Рослинний орнамент | Номінал, геометричні фігури | 1990—2001       |
|            | 50 пенні | 19.7               | 1.8                | 3.3                | Мідно-нікелевий сплав                                   | Рифлений          | Ведмідь            | Номінал, зірки              | 1990—2001       |
|            | 1 марка  | 22                 | 2                  | 4.9                | Алюмінева бронза                                        | Гладкий           | Герб Фінляндії     | Номінал, візерунки          | 1993—2001       |
|            | 5 марок  | 24.5               | 2.2                | 5.5                | Алюмінева бронза                                        | Гладкий з написом | Тюлень             | Номінал, рослинний орнамент | 1992—2001       |
|            | 10 марок | 27.25              | 2                  | 8.8                | Біметал: центр (латунь), кільце (мідно-нікелевий сплав) | Гладкий           | Глухар             | Номінал, рослинний орнамент | 1993—2001       |

## Цікаві факти
- На реверсі 20-марочної купюри був зображений письменник Вяйне Лінна. Але це розгнівало письменника, оскільки Банк Фінляндії використав фото без дозволу автора. Банк був змушений виплатити компенсацію в 100 000 марок для залагодження конфлікту. Купюри в 20 марок були вилучені з обігу до 1993 року.